# Prvenstvo LjNP 1926-1927
Il Prvenstvo Ljubljanske nogometne podzveze 1926./27. (it. "Campionato della sottofederazione calcistica di Lubiana 1926-27") fu la ottava edizione del campionato organizzato dalla Ljubljanska nogometna podzveza (LjNP).
A questa edizione parteciparono 14 squadre, divise in tre gruppi, che qualificarono le tre finaliste che si contesero il titolo. Il vincitore fu ancora l'Ilirija, al suo nono titolo consecutivo nella LjNP (nell'edizione 1920-21 ne sono stati assegnati due).
Con questa vittoria l'Ilirija conquistò l'accesso al Državno prvenstvo 1927, la quinta edizione del campionato nazionale jugoslavo.

## Gruppo Lubiana

### Classifica
|  | Pos. | Squadra          | Pt | G | V | N | P | GF | GS | QR    |                          |
|  | ---- | ---------------- | -- | - | - | - | - | -- | -- | ----- | ------------------------ |
|  | 1.   | Ilirija          | 13 | 8 | 6 | 1 | 1 | 32 | 14 | 2,285 | Ammesso alla fase finale |
|  | 2.   | Primorje Lubiana | 10 | 8 | 5 | 0 | 3 | 35 | 16 | 2,187 |                          |
|  | 3.   | Jadran Lubiana   | 6  | 8 | 2 | 2 | 4 | 16 | 27 | 0,592 |                          |
|  | 4.   | Slovan Lubiana   | 6  | 8 | 3 | 0 | 5 | 15 | 27 | 0,555 |                          |
|  | 5.   | Hermes Lubiana   | 5  | 8 | 2 | 1 | 5 | 12 | 26 | 0,461 |                          |

### Risultati
Andata:
19.09.1926. Jadran – Slovan 4–2, Ilirija – Hermes 8–2
26.09.1926. Slovan – Hermes 3–0, Primorje – Jadran 8–1
03.10.1926. Primorje – Hermes 3–3, Ilirija – Slovan 1–0
10.10.1926. Hermes – Jadran 2–1, Ilirija – Primorje 2–1
17.10.1926. Ilirija – Jadran 3–3, Slovan – Primorje 2–1
Ritorno:
27.03.1927. Hermes – Slovan 2–2, Ilirija – Slovan 9–0
03.04.1927. Slovan – Hermes 3–1, Primorje – Jadran 5–0
17.04.1927. Ilirija – Jadran 4–1
18.04.1927. Jadran – Slovan 4–1
24.04.1927. Primorje – Ilirija 6–3
01.05.1927. Hermes – Ilirija 4–2, Slovan – Primorje 4–4 (annullata)
08.05.1927. Primorje – Hermes 5–1
15.05.1927. Primorje – Slovan 7–4
22.05.1927. Ilirija – Hermes 2–1

## Gruppo Celje

### Classifica
|  | Pos. | Squadra        | Pt | G | V | N | P | GF | GS | QR    |                                      |
|  | ---- | -------------- | -- | - | - | - | - | -- | -- | ----- | ------------------------------------ |
|  | 1.   | Athletik Celje | 10 | 5 | 5 | 0 | 0 | 48 | 6  | 8,000 | Ammesso alla finale del gruppo Celje |
|  | 2.   | Celje (–2)     | 2  | 5 | 2 | 0 | 3 | 19 | 15 | 1,266 |                                      |
|  | 3.   | Šoštanj (–2)   | 0  | 5 | 1 | 0 | 4 | 4  | 42 | 0,095 |                                      |
|  | 4.   | Red Star Celje | 2  | 3 | 1 | 0 | 2 | 5  | 13 | 0,384 |                                      |

### Risultati
Andata:
26.09.1926. Athletik – Red Star 11–0, Šoštanj – Celje 3–0
03.10.1926. Athletik – Šoštanj 12–0
10.10.1926. Celje – Red Star 2–0
17.10.1926. Red Star – Šoštanj 5–0
07.11.1926. Athletik – Celje 6–3
Ritorno:
La Red Star si è ritirata prima del girone di ritorno, mentre Celje e Šoštanj sono stati privati dei punti a causa delle multe.
20.03.1927. Athletik – Šoštanj 14–0
18.04.1927. Athletik – Celje 5–3
24.04.1927. Celje – Šoštanj 11–1

### Finale gruppo Celje
| Data       | Partita                      | Ris. |
| ---------- | ---------------------------- | ---- |
| 24.04.1927 | Athletik Celje – SK Trbovlje | 9–0  |

## Gruppo Maribor

### Classifica
|  | Pos. | Squadra         | Pt | G | V | N | P | GF | GS | QR    |                          |
|  | ---- | --------------- | -- | - | - | - | - | -- | -- | ----- | ------------------------ |
|  | 1.   | Rapid Marburg   | 14 | 8 | 7 | 0 | 1 | 58 | 15 | 3,866 | Ammesso alla fase finale |
|  | 2.   | 1.SŠK Maribor   | 13 | 8 | 6 | 1 | 1 | 46 | 12 | 3,833 |                          |
|  | 3.   | Merkur Maribor  | 6  | 8 | 3 | 0 | 5 | 13 | 33 | 0,393 |                          |
|  | 4.   | Ptuj            | 4  | 8 | 1 | 2 | 5 | 13 | 49 | 0,265 |                          |
|  | 5.   | Svoboda Maribor | 3  | 8 | 1 | 1 | 6 | 10 | 31 | 0,322 |                          |

### Risultati
Andata:
26.09.1926. Maribor – Svoboda 7–1
03.10.1926. Maribor – Ptuj 4–4, Rapid – Svoboda 3–1
10.10.1926. Merkur – Svoboda 2–0, Rapid – Ptuj 8–1
17.10.1926. Maribor – Merkur 6–0
24.10.1926. Maribor – Rapid 4–0, Merkur – Ptuj 2–0
31.10.1926. Rapid – Merkur 7–3, Ptuj – Svoboda 1–1
Ritorno:
25.03.1927. Ptuj – Merkur 3–1
27.03.1927. Rapid – Svoboda 9–1, Maribor – Ptuj 11–0
03.04.1927. Svoboda – Ptuj 4–2
10.04.1927. Maribor – Merkur 7–2, Rapid – Ptuj 18–2
17.04.1927. Rapid – Maribor 4–3
18.04.1927. Merkur – Svoboda 3–1
24.04.1927. Rapid – Merkur 9–0, Maribor – Svoboda 4–1

## Fase finale
| Data              | Partita                        | Ris. |
| ----------------- | ------------------------------ | ---- |
| SEMIFINALI        |                                |      |
| 01.05.1927        | Rapid Marburg – Athletik Celje | 6–2  |
| Ilirija esentata  |                                |      |
| FINALE            |                                |      |
| 15.05.1927        | Ilirija – Rapid Marburg        | 4–3  |
| Fonte: exyufudbal |                                |      |